# Neonauclea
Neonauclea är ett släkte av måreväxter. Neonauclea ingår i familjen måreväxter.

## Dottertaxa tillNeonauclea, i alfabetisk ordning[1]
- Neonauclea acuminata
- Neonauclea angustifolia
- Neonauclea anthraciticus
- Neonauclea artocarpoides
- Neonauclea bartlingii
- Neonauclea bomberaiensis
- Neonauclea borneensis
- Neonauclea brassii
- Neonauclea butonensis
- Neonauclea calcarea
- Neonauclea calycina
- Neonauclea celebica
- Neonauclea ceramensis
- Neonauclea chalmersii
- Neonauclea circumscissa
- Neonauclea clemensiae
- Neonauclea colla
- Neonauclea coronata
- Neonauclea cyclophylla
- Neonauclea cyrtopoda
- Neonauclea endertii
- Neonauclea excelsa
- Neonauclea excelsioides
- Neonauclea formicaria
- Neonauclea forsteri
- Neonauclea gageana
- Neonauclea gigantea
- Neonauclea glabra
- Neonauclea glandulifera
- Neonauclea griffithii
- Neonauclea hagenii
- Neonauclea havilandii
- Neonauclea intercontinentalis
- Neonauclea jagorii
- Neonauclea kentii
- Neonauclea kraboensis
- Neonauclea lanceolata
- Neonauclea longipedunculata
- Neonauclea maluensis
- Neonauclea media
- Neonauclea montana
- Neonauclea morotaiensis
- Neonauclea obversifolia
- Neonauclea pallida
- Neonauclea paracyrtopoda
- Neonauclea parviflora
- Neonauclea perspicuinervia
- Neonauclea pseudoborneensis
- Neonauclea pseudocalycina
- Neonauclea pseudopeduncularis
- Neonauclea puberula
- Neonauclea purpurea
- Neonauclea reticulata
- Neonauclea rupestris
- Neonauclea sericea
- Neonauclea sessilifolia
- Neonauclea solomonensis
- Neonauclea subsessilis
- Neonauclea subulifera
- Neonauclea superba
- Neonauclea tricephala
- Neonauclea truncata
- Neonauclea tsaiana
- Neonauclea unicapitulifera
- Neonauclea ventricosa
- Neonauclea wenzelii
- Neonauclea versteeghii
- Neonauclea vinkiorum